# Claude Monet målar i sin ateljébåt
Claude Monet målar i sin ateljébåt (franska: Claude Monet peignant dans son atelier) är en oljemålning av den franske konstnären Édouard Manet från 1874. Målningen ingår i Neue Pinakothek samlingar i München. 
På 1870-talet blev Manet allt mer influerad av sina yngre konstnärskollegor Claude Monet och Auguste Renoir. Hans paljett ljusnade, färgerna blev kraftfullare och stilen mer impressionistisk. Sommaren 1874 tillbringade Manet i Gennevilliers och passade då på att besöka Monet som sedan 1871 var bosatt i den närbelägna orten Argenteuil som låg nordväst om Paris, nedströms utmed Seine. I Argenteuil byggde Monet sin berömda ateljébåt från vilken han med en låg blickpunkt fångade Seines stränder i flera målningar. På Manets målning syns även Monets hustru Camille Doncieux.
Sommaren 1874 var en produktiv period för Manet. Förutom Claude Monet målar i sin ateljébåt målade han Argenteuil, En bateau och Seine vid Argenteuil. 